# Moonlighter
Moonlighter — відеогра у жанрі рольового бойовика, розроблена іспанською інді-студією Digital Sun, що вийшла на Microsoft Windows, macOS, Linux, PlayStation 4 і Xbox One 29 травня 2018 року. Версія для Nintendo Switch вийшла 5 листопада 2018 року. Гра була доступна для iOS та Android у листопаді 2020 року та вересні 2021 року, але згодом її було видалено. Мобільну версію було перевидано для iOS та Android 24 травня 2022 року на Netflix Games. Версія для Stadia, розроблена 11-bit studios у партнерстві з Crunching Koalas, вийшла 1 липня 2021 року. DLC із підзаголовком Between Dimensions вийшло 23 липня 2019 року.
Moonlighter отримала позитивні відгуки критиків.

## Ігровий процес
У Moonlighter гравець керує своєю крамницею вдень і йде досліджувати вночі. Утримання магазину включає в себе управління товарами та отримання грошей, які гравець може інвестувати, щоб покращити місто та додати такі послуги, як виробник зілля та коваль. Ці покращення міста дозволяють гравцеві виготовляти зброю, обладунки та зілля здоров'я, наймати робітника на неповний робочий день, щоб продавати речі протягом дня, а також покращувати спорядження персонажів. Вночі гравець може досліджувати підземелля та протистояти ордам ворогів, які викидають лут після поразки; лут також можна знайти в скринях, коли гравець очищає кімнату. Гра поділена на чотири різні підземелля: Голем, Ліс, Пустеля та Технологічне підземелля.

## Сприйняття
| Агрегатор  | Оцінка                                                          |
| ---------- | --------------------------------------------------------------- |
| Metacritic | 88/100 (iOS) 83/100 (NS) 74/100 (PC) 81/100 (PS4) 84/100 (XONE) |

| Видання        | Оцінка      |
| -------------- | ----------- |
| Destructoid    | 6.5/10      |
| Eurogamer      | Recommended |
| Game Informer  | 7/10        |
| GameSpot       | 7/10        |
| GamesRadar+    | [ 20 ]      |
| PC Gamer (США) | 78/100      |
| Shacknews      | 8/10        |

На Metacritic Moonlighter отримав змішані відгуки на ПК-платформах і позитивні відгуки на інших. Вона була номінована на «Улюблену інді-гру фанатів» і «Улюблену рольову гру фанатів» на Gamers' Choice Awards, і на «Гру, яка найбільше спонсурувалася суспільством» на SXSW Gaming Awards.